# Aoniman Village
Aoniman Village är en ort i Kiribati.   Den ligger i örådet Beru och ögruppen Gilbertöarna, i den sydöstra delen av landet, 400 km sydost om huvudstaden Tarawa. Aoniman Village ligger 8 meter över havet och antalet invånare är 101.
Terrängen runt Aoniman Village är mycket platt.  Närmaste större samhälle är Rongorongo Village, 1,4 km sydost om Aoniman Village. 